# Lida Abdul
Lida Abdul, geboren als Lida Abdullah, (* 1973 in Kabul) ist eine afghanische Künstlerin im Bereich Performancekunst und Videokunst.

## Biografie
Lida Abdul wurde in Kabul geboren. Sie lebte fünf Jahre in Deutschland und Indien als Flüchtling, nachdem sie durch die sowjetische Intervention das Land verlassen musste. In den USA machte sie im Jahr 1997 ihren B.A. in Politikwissenschaft, sowie 1998 ihren B.A. in Philosophie an der California State University, Fullerton. 2000 erhielt sie ihren Master of Fine Arts an der University of California, Irvine.
Laut eigener Aussage verbindet sie mit ihrer Kunst „Tropen „westlichen“ Formalismus mit den zahlreichen ästhetischen Traditionen – islamisch, buddhistisch, hinduistisch, heidnisch, normadisch – die kollektiv die afghanische Kunst und Kultur beeinflussten“ (engl.:„…fuses the tropes of 'Western” formalism with the numerous aesthetic traditions--Islamic, Buddhist, Hindu, pagan and nomadic--that collectively influenced Afghan art and culture.“). Abdul hat auf Veranstaltungen in Mexiko, Spanien, Deutschland, Usbekistan, Kirgisistan und Afghanistan ausgestellt. Dazu kommen Soloausstellungen in der Kunsthalle Wien (2005) und im Indianapolis Museum of Art (2008). Im Jahr 2012 nahm sie an der dOCUMENTA (13) teil.
Im Jahr 2006 erhielt sie den Prinz-Claus-Preis, 2007 erhielt sie gemeinsam mit Lara Almarcegui den UNESCO Visual Arts and Digital Arts Award.